# Ивановице-на-Гане
Ивановице-на-Гане (чеш. Ivanovice na Hané), (нем. Eiwanowitz in der Hanna) — город района Вишков Южноморавского края Чехии в историческом регионе Моравия.
Расположен в 8 км северо-восточнее города Вишков на реке Гана. Административно разделён на 2 района: Хвалковице-на-Гане и Ивановице-на-Гане.
Площадь города- 21,46 км². Высота - 214 м.
Население на 1.01.2021 года - 2 930 человек. 
| Год  | Численность | Численность |
| ---- | ----------- | ----------- |
| 1869 | 2757        | [ 6 ]       |
| 1880 | 3184        | [ 6 ]       |
| 1890 | 3416        | [ 6 ]       |
| 1900 | 3543        | [ 6 ]       |
| 1910 | 3784        | [ 6 ]       |
| 1921 | 3753        | [ 6 ]       |
| 1930 | 3979        | [ 6 ]       |
| 1950 | 3342        | [ 6 ]       |
| 1961 | 3381        | [ 6 ]       |
| 1970 | 3152        | [ 6 ]       |
| 1980 | 3139        | [ 6 ]       |
| 1991 | 2988        | [ 6 ]       |
| 2001 | 2904        | [ 6 ]       |
| 2011 | 2844        |             |
| 2014 | 2917        | [ 7 ]       |
| 2016 | 2908        | [ 8 ]       |
| 2017 | 2943        | [ 9 ]       |
| 2018 | 2944        | [ 10 ]      |
| 2019 | 2942        | [ 11 ]      |
| 2020 | 2923        | [ 12 ]      |
| 2021 | 2930        | [ 13 ]      |
| 2022 | 2893        | [ 14 ]      |
| 2023 | 2983        | [ 15 ]      |
| 2024 | 2977        | [ 4 ]       |

## История
Впервые упоминается в документе 1183 года. Вероятно, основан около 950 года и оставался небольшой деревней до 1302 года. Долгое время принадлежал представителям ордена Госпитальеров.  Во второй половине 13 века получил статус города, а в конце того же века здесь были построены крепостные укрепления.

## Достопримечательности
- Замок в стиле ренессанс, 1608 года
- Церковь Святого Андрея, построенная в 16 веке, перестроена в стиле барокко в 1704-1759 годах.
- Кладбищенская часовня св. Йозефа, 1824 года.
- Группа статуй св. Флориана на рынке, 1721 года.
- Еврейское кладбище на восточной окраине, заложенное в начале 17 века.
- Бывшая синагога , 1727 года.
- Барочная церковь св. Фердинанда
- Группа статуй св. Иоанна Непомуцкого, 1749 года.

## Галерея
- Бывший магистрат
- Часовня Святого Иосифа на кладбище
- Колонна Святого Флориана
- Малый замок
- Школа

## Известные уроженцы
- Видерман, Бедржих Антонин (1883—1951) — чешский органист и композитор.
- Карпелес, Густав (1848—1909) — немецкий публицист и историк литературы.
- Копршива, Ладислав (1897–1971) – чехословацкий политик.